# Ralpancizumab
Il ralpancizumab (RN317 secondo la Denominazione Comune Internazionale) è un anticorpo monoclonale umanizzato, progettato per il trattamento di alcune forme di dislipidemia.
L'anticorpo è stato realizzato dalla casa farmaceutica Pfizer.